# Chrysobalanus prancei
Chrysobalanus prancei là một loài thực vật có hoa trong họ Cám.